# 青梅站
青梅站（日语：／ Ōme eki */?）是一個位於東京都青梅市本町，屬於東日本旅客鐵道（JR東日本）青梅線的鐵路車站。

## 車站構造
青梅站是一個地面車站，月台採島式月台2面3線設計。但由於本站是大部分中央快速線直通青梅線列車的終點站，也是曾經直通至終點奧多摩站列車進行分割的車站，本站曾經只有的2個月台並不足以應付龐大的班次需要，致使直通青梅線的班次一向較疏落。不過2023年3月18日起, 新月台建成後青梅線便全面分割成2個系統, 本站是青梅線來往立川和奥多摩兩個系統的分界線。
青梅站站房是一座地上3層、地下一層的建築，是原經營者青梅鐵道在1924年興建的總部。
此外，車站範圍內設有大量側線，作停放車輛用。這些側線實際上屬立川運轉區青梅派出所的範圍。

### 月台配置
| 月台 | 路線           | 方向 | 目的地                     |
| ---- | -------------- | ---- | -------------------------- |
| 1    | 青梅線、中央線 | 上行 | 拜島、立川、新宿、東京方向 |
| 2－3 | 青梅線         | 下行 | 御嶽、奧多摩方向           |
| 4    | 青梅線、中央線 | 上行 | 拜島、立川、新宿、東京方向 |

（來源：JR東日本:車站構內圖 （页面存档备份，存于））

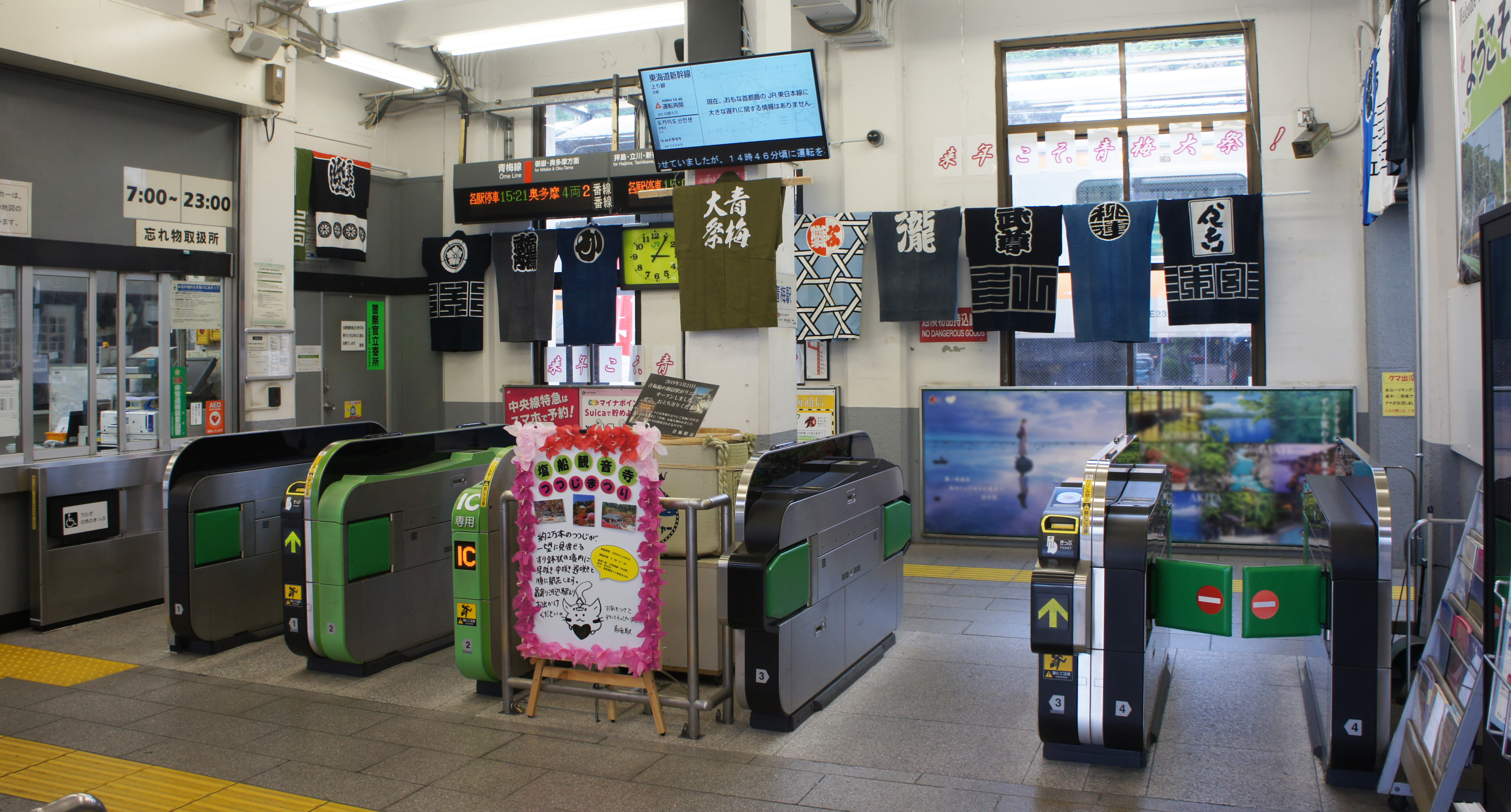
閘口（2021年4月）
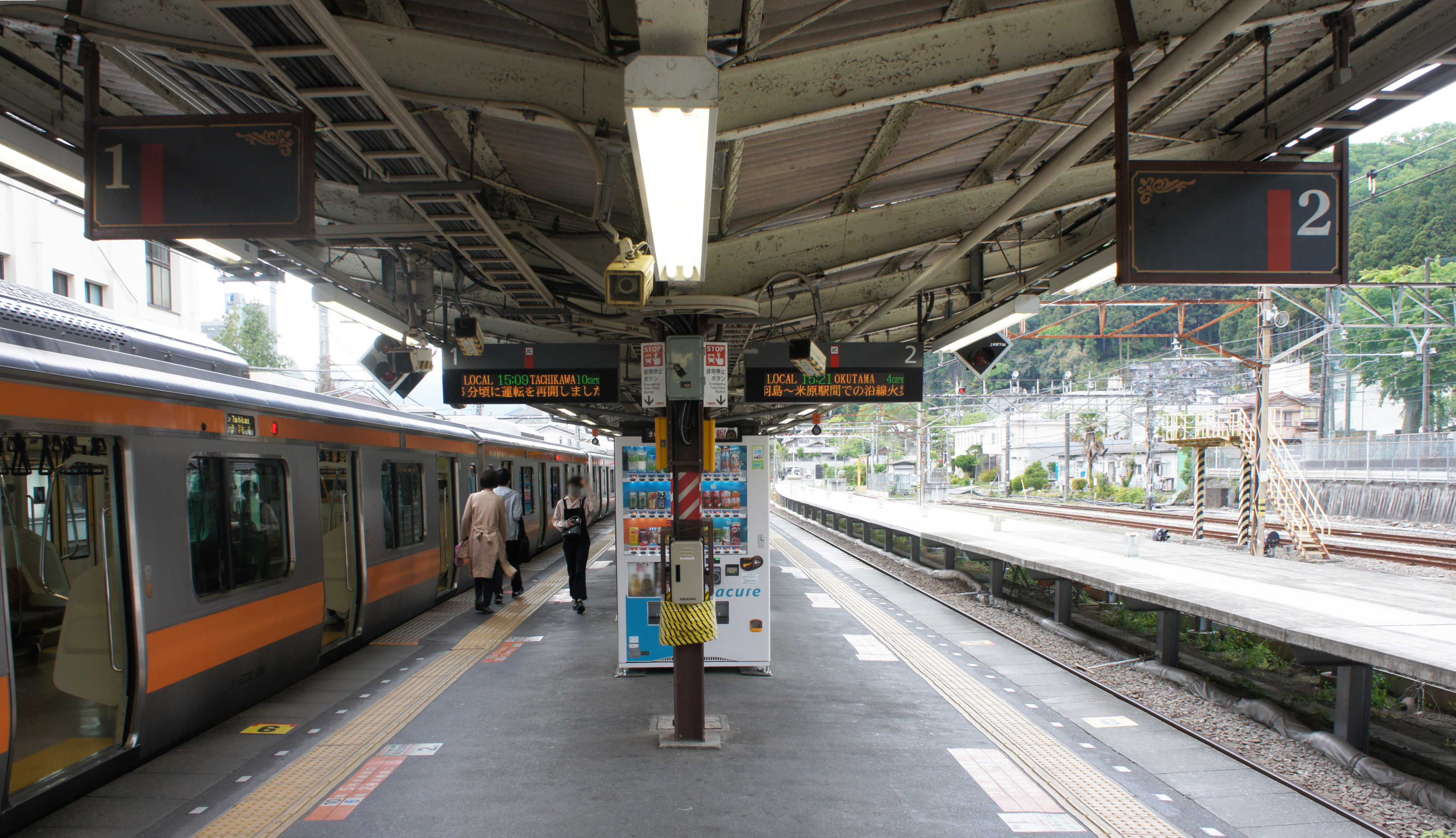
月台（2021年4月）
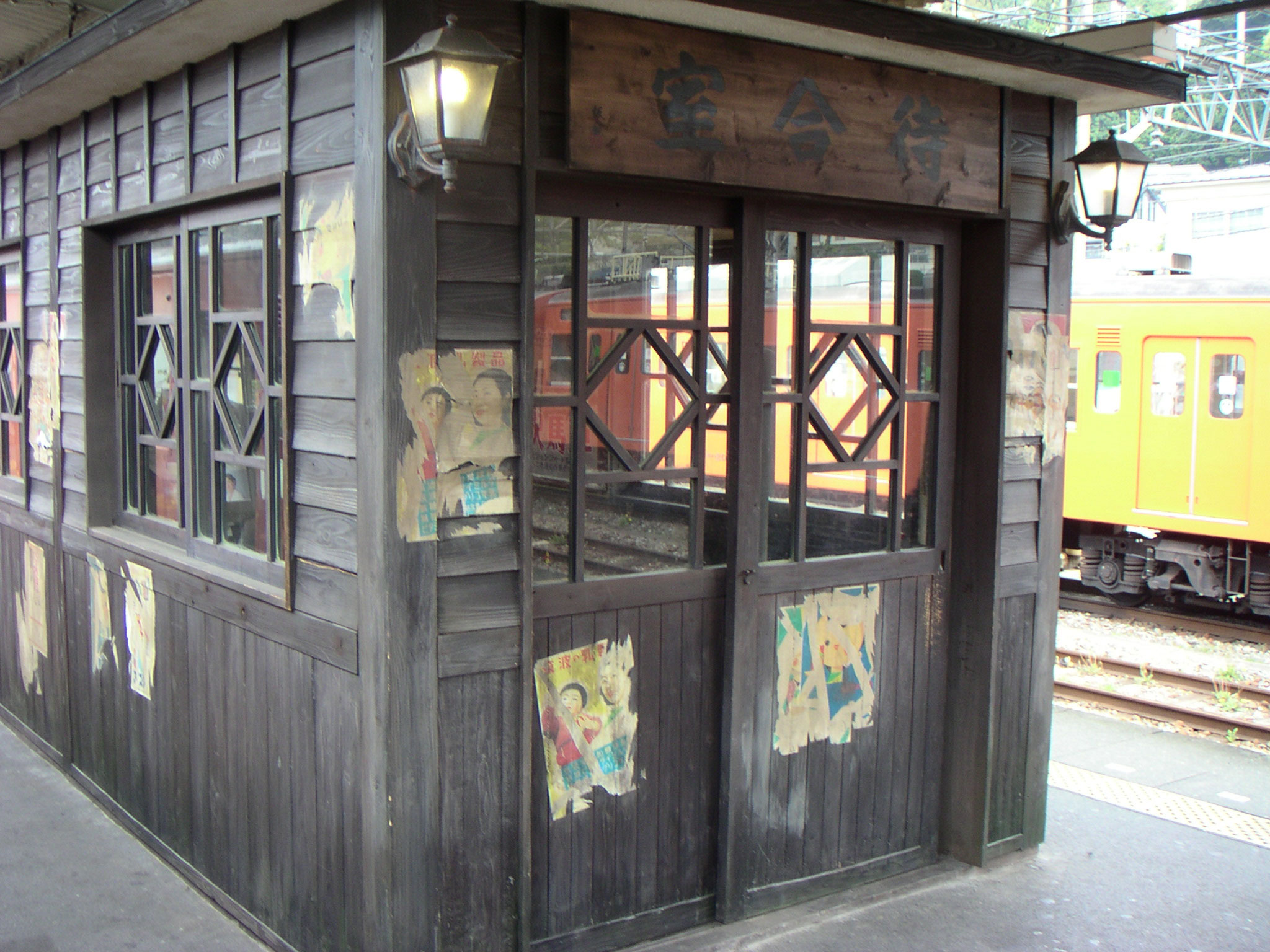
月台上的候車室
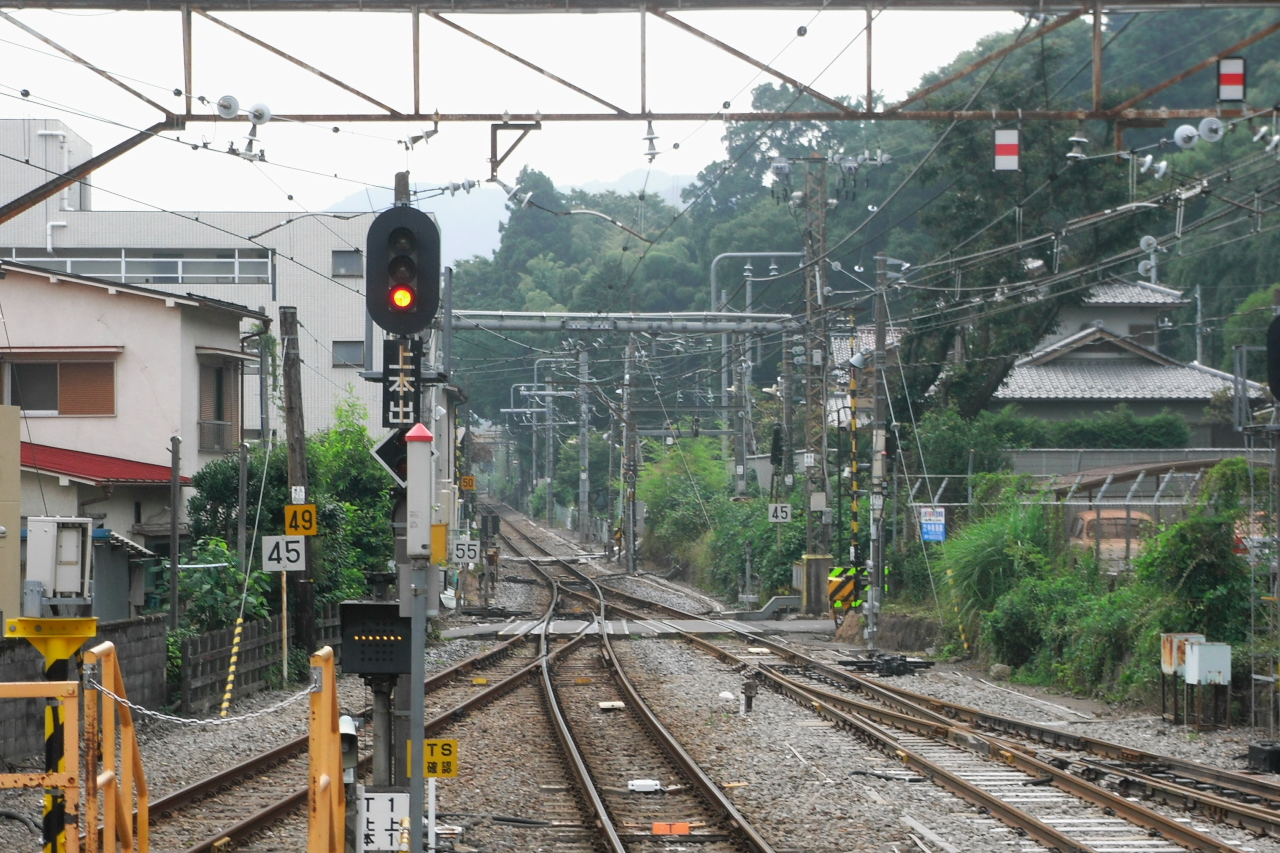
往奧多摩方向為單線配置
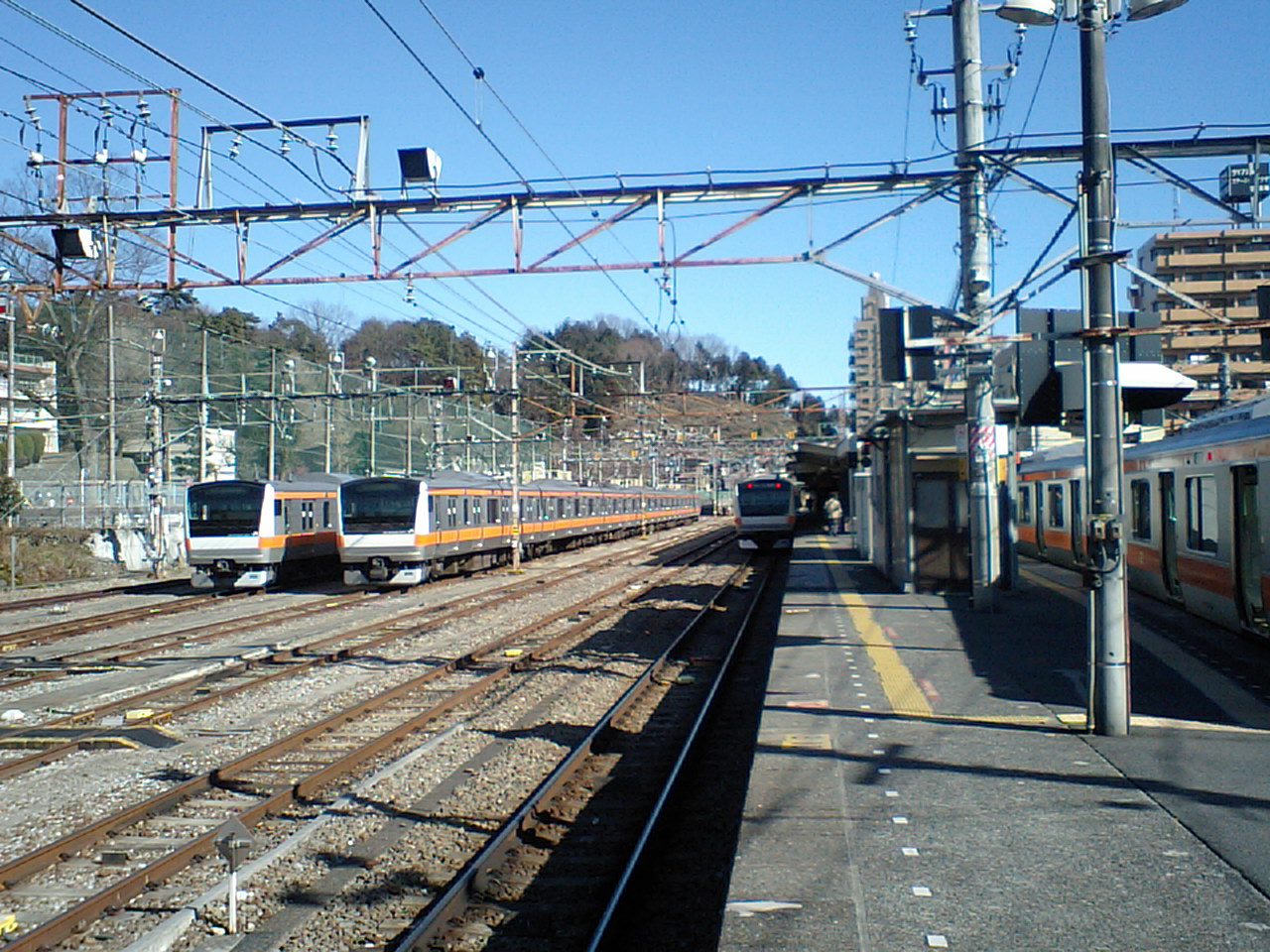
青梅站隔鄰的留置側線

## 使用情況
2019年（平成28年）度的1日平均上車人次為6,349人。近年有大幅減少的傾向。
近年的推移如下表。
| 年度               | 1日平均 上車人次 | 來源     |
| ------------------ | ---------------- | -------- |
| 1990年（平成02年） | 8,586            | [ * 1 ]  |
| 1991年（平成03年） | 8,795            | [ * 2 ]  |
| 1992年（平成04年） | 8,770            | [ * 3 ]  |
| 1993年（平成05年） | 8,715            | [ * 4 ]  |
| 1994年（平成06年） | 8,693            | [ * 5 ]  |
| 1995年（平成07年） | 8,503            | [ * 6 ]  |
| 1996年（平成08年） | 8,570            | [ * 7 ]  |
| 1997年（平成09年） | 8,311            | [ * 8 ]  |
| 1998年（平成10年） | 8,170            | [ * 9 ]  |
| 1999年（平成11年） | 8,027            | [ * 10 ] |
| 2000年（平成12年） | 7,852            | [ * 11 ] |
| 2001年（平成13年） | 7,824            | [ * 12 ] |
| 2002年（平成14年） | 7,651            | [ * 13 ] |
| 2003年（平成15年） | 7,723            | [ * 14 ] |
| 2004年（平成16年） | 7,721            | [ * 15 ] |
| 2005年（平成17年） | 7,732            | [ * 16 ] |
| 2006年（平成18年） | 7,641            | [ * 17 ] |
| 2007年（平成19年） | 7,603            | [ * 18 ] |
| 2008年（平成20年） | 7,491            | [ * 19 ] |
| 2009年（平成21年） | 7,336            | [ * 20 ] |
| 2010年（平成22年） | 7,144            | [ * 21 ] |
| 2011年（平成23年） | 6,951            | [ * 22 ] |
| 2012年（平成24年） | 6,993            | [ * 23 ] |
| 2013年（平成25年） | 7,096            | [ * 24 ] |
| 2014年（平成26年） | 6,869            | [ * 25 ] |
| 2015年（平成27年） | 6,859            | [ * 26 ] |
| 2016年（平成28年） | 6,735            | [ * 27 ] |
| 2017年（平成29年） | 6,616            | [ * 28 ] |
| 2018年（平成30年） | 6,497            | [ * 29 ] |
| 2019年（令和元年） | 6,349            |          |
| 2020年（令和2年）  | 4,882            |          |
| 2021年（令和3年）  | 4,986            |          |
| 2022年（令和4年）  | 5,191            |          |
| 2023年（令和5年）  | 5,349            |          |

## 附近設施
- 多摩川
- 青梅鐵道公園
- 永山公園
- 釜之淵公園
- 吉野街道
- 舊青梅街道
- 青梅街道
- 小曾木街道
- 秋川街道
- 東京都立多摩高等學校
- 青梅赤塚不二夫會館

※青梅市政府離東青梅站較近。

## 歷史
- 1894年（明治27年）11月19日－青梅鐵道（其後的青梅電氣鐵道）立川至本站一段開業。同日開始客運和貨運服務。
- 1924年（大正13年）11月30日－開業20週年紀念，進行改建站房工程。
- 1944年（昭和19年）4月1日青梅電氣鐵道按戰時法規被國有化，成為日本國有鐵道（日本國鐵）青梅線的車站。
- 1962年（昭和37年）5月16日－貨運服務停止。
- 1982年（昭和57年）11月15日－進行月台延長工程，以容許10輛編組列車停靠本站。
- 1987年（昭和62年）4月1日－國鐵分割民營化，本站由JR東日本接手經營。
- 2001年（平成13年）11月18日－JR東日本智能卡系統Suica投入服務。
- 2005年（平成17年）3月2日－車站內地下通道等區域換上昭和時代風格的裝飾，以「復古車站」的名義開放。
- 2023年（令和5年）3月18日：3・4號月台投入服務[報道 1][報道 2]。

## 站名問題
由於本站與江東区的東京臨海新交通臨海線（百合鷗）青海站同處東京都且站名寫法相似，曾有數次前往青海站周邊Zepp Tokyo或VenusFort參加演出的歌手誤到本站。而2014年9月23日海之森公園舉行賽跑活動，主辦方發放的指南中誤把最近車站青海站寫成「青梅站」，致使當天多位參加者錯誤來到本站。
JR東日本八王子支社表示Zepp Tokyo舉辦大型活動時，會有2-3人來到本站，故2019年1月25日起擺放告示，用大字寫上「此處是青梅站」，指示本來想去青海站的人上網搜尋「從青梅站去青海站」。實際上青梅站到青海站直線距離50km，坐電車需要約2小時。

## 相鄰車站
東日本旅客鐵道
- 特快青梅停靠站

■特别快速「假日快速奥多摩」
福生（JC 57）－青梅（JC 62）－御岳（JC 69）
■通勤特快、■青梅特快、■通勤快速（所有列車在青梅線內均為各站停車）
東青梅（JC 61）－青梅（JC 62）
■快速（青梅線內各站停車）・■各站停車（只限此站始發直通中央線列車）
東青梅（JC 61）－青梅（JC 62）－宮之平（JC 63）

### 使用情況
1. ↑  東京都統計年鑑 （页面存档备份，存于） - 東京都
2. ↑  青梅市の統計 （页面存档备份，存于） - 青梅市

JR東日本2000年度以後的上車人次
1. ↑  各駅の乗車人員（2000年度） （页面存档备份，存于） - JR東日本
2. ↑  各駅の乗車人員（2001年度） （页面存档备份，存于） - JR東日本
3. ↑  各駅の乗車人員（2002年度） （页面存档备份，存于） - JR東日本
4. ↑  各駅の乗車人員（2003年度） （页面存档备份，存于） - JR東日本
5. ↑  各駅の乗車人員（2004年度） （页面存档备份，存于） - JR東日本
6. ↑  各駅の乗車人員（2005年度） （页面存档备份，存于） - JR東日本
7. ↑  各駅の乗車人員（2006年度） （页面存档备份，存于） - JR東日本
8. ↑  各駅の乗車人員（2007年度） （页面存档备份，存于） - JR東日本
9. ↑  各駅の乗車人員（2008年度） （页面存档备份，存于） - JR東日本
10. ↑  各駅の乗車人員（2009年度） （页面存档备份，存于） - JR東日本
11. ↑  各駅の乗車人員（2010年度） （页面存档备份，存于） - JR東日本
12. ↑  各駅の乗車人員（2011年度） （页面存档备份，存于） - JR東日本
13. ↑  各駅の乗車人員（2012年度） （页面存档备份，存于） - JR東日本
14. ↑  各駅の乗車人員（2013年度） （页面存档备份，存于） - JR東日本
15. ↑  各駅の乗車人員（2014年度） （页面存档备份，存于） - JR東日本
16. ↑  各駅の乗車人員（2015年度） （页面存档备份，存于） - JR東日本
17. ↑  各駅の乗車人員（2016年度） （页面存档备份，存于） - JR東日本
18. ↑  各駅の乗車人員（2017年度） （页面存档备份，存于） - JR東日本
19. ↑  各駅の乗車人員（2018年度） （页面存档备份，存于） - JR東日本
20. ↑  各駅の乗車人員（2019年度） （页面存档备份，存于） - JR東日本
21. ↑  各駅の乗車人員（2020年度） （页面存档备份，存于） - JR東日本
22. ↑  各駅の乗車人員（2021年度） （页面存档备份，存于） - JR東日本
23. ↑  各駅の乗車人員（2022年度） （页面存档备份，存于） - JR東日本
24. ↑  各駅の乗車人員（2023年度） （页面存档备份，存于） - JR東日本

東京都統計年鑑
1. ↑  .   [2020-07-29]. （原始内容存档于2016-03-05）.
2. ↑  .   [2020-07-29]. （原始内容存档于2016-03-05）.
3. ↑  .   [2017-12-10]. （原始内容存档于2013-08-15）.
4. ↑  .   [2017-12-10]. （原始内容存档于2013-02-03）.
5. ↑  .   [2017-12-10]. （原始内容存档于2013-02-03）.
6. ↑  .   [2017-12-10]. （原始内容存档于2013-02-03）.
7. ↑  .   [2017-12-10]. （原始内容存档于2013-02-03）.
8. ↑  .   [2017-12-10]. （原始内容存档于2016-03-04）.
9. ↑  東京都統計年鑑（平成10年）PDF
10. ↑  東京都統計年鑑（平成11年）PDF
11. ↑  .   [2017-12-10]. （原始内容存档于2016-03-04）.
12. ↑  .   [2017-12-10]. （原始内容存档于2016-03-04）.
13. ↑  東京都統計年鑑（平成14年）[永久]
14. ↑  東京都統計年鑑（平成15年）[永久]
15. ↑  東京都統計年鑑（平成16年）[永久]
16. ↑  東京都統計年鑑（平成17年）[永久]
17. ↑  東京都統計年鑑（平成18年）[永久]
18. ↑  東京都統計年鑑（平成19年）[永久]
19. ↑  東京都統計年鑑（平成20年）[永久]
20. ↑  .   [2017-12-10]. （原始内容存档于2016-03-26）.
21. ↑  .   [2017-12-10]. （原始内容存档于2016-03-27）.
22. ↑  .   [2017-12-10]. （原始内容存档于2016-03-25）.
23. ↑  .   [2017-12-10]. （原始内容存档于2016-03-27）.
24. ↑  東京都統計年鑑（平成25年）[永久]
25. ↑  .   [2017-12-10]. （原始内容存档于2017-07-30）.
26. ↑  .   [2017-12-10]. （原始内容存档于2018-11-09）.
27. ↑  .   [2020-07-29]. （原始内容存档于2019-05-02）.
28. ↑  .   [2020-07-29]. （原始内容存档于2019-12-03）.
29. ↑  .   [2020-07-29]. （原始内容存档于2020-08-04）.

新聞稿
1. ↑   (PDF) (新闻稿). 東日本旅客鉄道八王子支社: 2. 2022-12-16  [2022-12-16]. （原始内容 (PDF)存档于2022-12-16） （日语）.
2. ↑   (PDF) (新闻稿). 東日本旅客鉄道八王子支社／東京建設プロジェクトマネジメントオフィス／電気システムインテグレーションオフィス. 2022-12-16  [2022-12-16]. （原始内容 (PDF)存档于2022-12-16） （日语）.

## 外部連結
- 車站資訊（青梅）：東日本旅客鐵道

35°47′25.18″N 139°15′30.24″E / 35.7903278°N 139.2584000°E